# شرکت هتل‌های هند
شرکت هتل‌های هند (انگلیسی: Indian Hotels Company) شرکت گردشگری و مهمان‌نوازی هندی است، که در سال ۱۸۹۹ توسط جمشیدجی تاتا تأسیس شد.